# Pic Pyramid (Californie)
Pour les articles homonymes, voir Pic Pyramid et Pyramide (homonymie).
Le pic Pyramid (en anglais : Pyramid Peak) est un sommet du comté d'Inyo, en Californie, dans l'Ouest des États-Unis. Il culmine à 2 043 mètres d'altitude dans le chaînon Amargosa. Il est protégé au sein du parc national de la vallée de la Mort.